# راجا دیا بل
راجا دیا بل (انگلیسی: Raja Bell؛ زادهٔ ۱۹ سپتامبر ۱۹۷۶) بازیکن بسکتبال اهل ایالات متحده آمریکا است.
از باشگاه‌هایی که در آن بازی کرده‌است می‌توان به دالاس ماوریکس، گلدن استیت واریرز، شارلوت هورنتس، یوتا جاز، فیلادلفیا سونتی‌سیکسرز، و فینیکس سانز اشاره کرد.